# Кристофър Мур
Кристофър Мур (на английски: Christopher Moore) е американски писател, автор на бестселъри в жанровете сатира, фентъзи, хорър, комикс и приключенска литература.

## Биография и творчество
Кристофър Мур е роден на 19 септември 1957 г. в Толидо, Охайо, САЩ, в семейството на пътен полицай и продавачка на уреди в универсален магазин. Израства в Мансфийлд, Охайо. Като единствено дете чете много книги. Започва да пише на около 12 години, а на 16 вече мечтае за писателска кариера.
Учи антропология в Охайо, а след това се премества в Калифорния и учи фотография в института „Брукс“ в Санта Барбара. Там посещава и курс по творческо писане.
След дипломирането си разнообразни работи – чиновник в магазин за хранителни стоки, рецепционист, застрахователен брокер, сервитьор, фотограф, журналист и радио рок-енд-рол DJ.
През 1992 г. е издадена първата му книга „Practical Demonkeeping“ (Наръчник за овладяване на демони) от поредицата „Пайн Коув“.
През 2002 г. е публикуван най-известният му роман „Агнецът: Евангелие според Биф Шамара“.
Произведенията на писателя обикновено включват противоречиви обикновени хора, които неочаквано се борят със свръхестествени или необикновени, но много забавни, обстоятелства. Без значение колко е абсурдна ситуацията, читателят се чувства свързан със съдбата на героя.
До 2003 г. Кристофър Мур живее в Камбрия, Калифорния, а после се премества остров Кауаи, Хавай. От 2006 г. живее в Сан Франциско.

## Произведения

### Самостоятелни романи
- Coyote Blue (1994)
- Island of the Sequined Love Nun (1997)
- Lamb: The Gospel According to Biff, Christ's Childhood Pal (2002)
Агнецът: Евангелие според Биф Шамара, изд.: ИК „ЕРА“, София (2003), прев. Весела Прошкова
- Fluke: Or, I Know Why the Winged Whale Sings (2003)
- Sacré Bleu (2012)
- Noir (2018)

### Серия „Пайн Коув“ (Pine Cove)
1. Practical Demonkeeping (1992)
2. The Lust Lizard of Melancholy Cove (1998)
Похотливецът от град Тъга, изд.: ИК „ЕРА“, София (2003), прев. Весела Прошкова
3. The Stupidest Angel: A Heartwarming Tale of Christmas Terror (2004)

### Серия „Любовна история“ (Love Story)
1. Bloodsucking Fiends (1995)
2. You Suck (2007)
3. Bite Me (2010)

### Серия „Жетваря“ (Grim Reaper)
1. A Dirty Job (2006)
2. Secondhand Souls (2015)

### Серия „Глупак“ (Fool)
1. Fool (2009)
2. The Serpent of Venice (2014)

### Графичен роман
- The Griff (2011) – с Иън Корсън и Йенисон Розеро

### Разкази
- Our Lady of the Fishnet Stockings (1987)
- Cat's Karma (1987)

### Екранизации
- 1999 Santa and Pete – ТВ филм
- The Stupidest Angel (в екранизация)